# وكالة (علم النفس)
في علم النفس، الوكالة هي عبارة عن كيانات موجهة نحو تحقيق أهدافها تكون قادرة على مراقبة بيئتها لتحديد وتنفيذ إجراءات فعالة في الأساليب والنتائج متاحة في موقف معين لتحقيق هدف مقصود. لذلك، تنطوي الوكالة على القدرة على إدراك وتغيير بيئة الوكيل، وبشكل حاسم، تستلزم القصد لتمثيل حالة الهدف في المستقبل، التغير ثابت النتيجة، لتكون قادرة على تحقيق الحالة الهدف المعنية بإجراءات مختلفة في سياقات مختلفة، وعقلانية الإجراءات فيما يتعلق بهدفها لتحقيق الإجراء الأكثر كفاءة من بين المتاح. درس علماء المعرفة وعلماء النفس دور الوكالة عند البشر والحيوانات، إذ إن الآليات المعرفية الاجتماعية، كالتواصل والتعلم الاجتماعي والتقليد أو نظرية العقل تفترض القدرة على تحديد الوكلاء وتمييزهم عن الأشياء. وافترض أن تكون هذه القدرة أيضًا ذات تأثير كبير على العمليات الاستنتاجية والتنبؤية لمراقبي الوكلاء، إذ من المتوقع أن تؤدي الكيانات الوكيلة سلوكًا مستقلًا استنادًا إلى معارفها ونواياها الحالية والسابقة، في حين يُفترض أن تتفاعل الكائنات غير الحية مع القوى المادية الخارجية.
على الرغم من أنها متشابكة في كثير من الأحيان، فإن الحساسية للوكالة وشعور الوكالة مفهومان مختلفان، يمكن تفسير الحساسية للوكالة على أنها القدرة المعرفية على تحديد الكيانات الوكيلة في البيئة، بينما يشير شعور الوكالة إلى الشعور بالتحكم وأحيانًا بالكفاءة الذاتية، وهو اعتقاد تعلمه الفرد حول قدرته على النجاح في مواقف معينة.

## المناهج النظرية في الوكالة
وفقًا لكيري وسبيلك، يمكن تقسيم النماذج المعرفية التي تشرح قدرات الإدراك الحسي والقدرات التمثيلية، على سبيل المثال، نماذج التعرف على الوكالات، إلى صنفين مختلفين. تفترض نماذج الوكالة أن المدخلات الحسية من مراقب تتكون من دلائل سلوكية وميزات تساعد على تحديد الوكلاء. تشير الدراسات السابقة إلى أن المراقبين في عمر صغير جدًا حساسون لما يلي:
- دفع الذات.[8]
- التحول غير الصلب لسطح الشيء.[9]
- الحركة ذات المسار غير المنتظم.[10]
- السببية عن بعد.[6][10]
- التفاعلية الطارئة بأخذ الدور.[11][12][13][14][15][16]

ومع ذلك، لا يعد أي من هذه الدلائل ضروريًا وكافيًا لتحديد الوكيل، نظرًا لأن الكيانات الجديدة غير المألوفة مثل الشخصيات المتحركة أو الروبوتات التي لا تحتوي على ميزات بشرية  يمكنها أن تظهر الوكالة عند البشر. لذلك، صممت النماذج المعرفية التي تنتمي إلى المناهج المستندة إلى المبادئ لوصف كيف ينظر البشر إلى الوكالة على افتراض أن اكتشاف الوكالة ليس شرطًا مسبقًا، ولكن نتيجة لعمليات استنتاجية حول كائنات يمكن أن تكون وكيلة.
تقترح نظرية الموقف الغائي أنه ابتداءً من عمر 12 شهرًا، يمكن للبشر تطبيق مبدأ الفعل العقلاني لتحديد ما إذا كان الكيان المرصود وكيل أو كائن غير متحرك عبر توقع أن الوكيل يتصرف بطريقة عقلانية من أجل تحقيق هدفه في موقف معين. تفترض النظرية أن مبدأ العقلانية يجعل المراقبين قادرين على ربط الفعل وحالة الهدف الممثلة والقيود الظرفية الحالية لتقرير ما إذا كان الكائن وكيلًا أم لا. على سبيل المثال، إذا كان الأطفال قد تعلموا أن الوكيل المجرد غير المألوف (دائرة متحركة على الشاشة) يقترب من كيان آخر عن طريق القفز فوق عقبة، وحين أزيلت العقبة، توقعوا سلوكًا جديدًا وعقلانيًا للغاية من الوكيل بأن يقترب من الكيان الآخر عبر خط مستقيم. في المقابل، حين شاهد الأطفال أن الكيان غير المألوف أجرى انعطافًا حين اقترب من هدفه أي أظهر سلوكًا غير مفسر بالقفز دون وجود عائق، لم يتوقعوا منه أن يظهر خيارًا عقلانيًا عندما تغيرت قيود الموقف.
هذه النتائج والدراسات التجريبية اللاحقة أكدت أن التعرف على الوكالة عند البشر يمكن تفسيره من خلال النماذج القائمة على المبادئ بدلًا من الأدلة الإدراكية البسيطة. أيضًا خلص جيرغلي وسيبرا أن الأطفال من عمر 12 شهرًا، «يمكن أن يتخذوا موقفًا عن بُعد لتفسير الإجراءات كوسيلة لتحقيق الأهداف، ويمكنهم تقييم الكفاءة النسبية للوسائل من خلال تطبيق مبدأ العمل العقلاني، ويمكنهم توليد استنتاجات منتظمة تحدد الجوانب ذات الصلة من الموقف لتبرير الإجراء كوسيلة فعالة حتى عندما تكون هذه الجوانب غير مرئية مباشرة لهم».

## أنواع الوكلاء
اقتُرح أن يكون تمثيل الوكالة على أساس حساسيتها للقدرات المختلفة التي لوحظت في الكيانات الوكيلة التي يحتمل أن تكون في البشر وربما في الأنواع غير البشرية أيضًا. عند البشر، تسمح البيئة الاجتماعية الخاصة بالأنواع بتحديد الوكلاء إما بناءً على سلوكهم المتعمد أو على تصرفاتهم غير التواصلية أو المنطقية أو الموجهة نحو الأهداف أو عن طريق التعرف على قدراتهم على التواصل. في الأنواع غير البشرية، إلى جانب هذه الأنواع من معلومات المدخلات، يمكن تحديد الوكلاء غير المألوفين ببساطة على أساس قدراتهم الإدراكية، والتي لها تأثير يعتمد على السياق على سلوكهم حتى في حالة عدم وجود هدف مرئي قد يكون مطلوبًا لتقييم كفاءة منهج الوصول إلى الهدف.

### الوكالة النفعية
وفقًا لجيرغلي، فإن الوكلاء النفعيين هم وكلاء قصديون ينفذون الإجراءات من أجل تحقيق أهدافهم في البيئة. يدرس التعرف على الوكلاء النفعيين من خلال الكثير من التجارب على الأطفال الرضع، وكذلك عند القرود. تكشف هذه الدراسات أنه عندما يُظهر الوكيل عملًا فعالًا، يتوقع الرضع منه أن يحقق هدفه بطريقة فعالة، وهو أمر منطقي بالنظر إلى الجهود المبذولة في سياق معين. من ناحية أخرى، يتوقع الرضع أيضًا أن يكون للوكيل حالة هدفية واضحة يمكن تحقيقها.

### الوكالة التواصلية
على النقيض من الوكالة النفعية، فإن الوكلاء التواصليين هم وكلاء قصديون ينفذون أفعالهم لإحداث تغيير محدد في التمثيلات الذهنية للمرسَل إليه، على سبيل المثال من خلال تقديم معلومات جديدة وذات صلة. قد يسمح الاعتراف بالوكالة التواصلية للمراقب بالتنبؤ بأن نقل معلومات التواصل يمكن أن يكون له تأثير ذو صلة على سلوك الوكيل، حتى لو كان الوكلاء المتفاعلون وإشارات التواصل الخاصة بهم غير مألوفة. يُفترض أن الوكلاء التواصليين مجموعة فرعية من الوكلاء القصديين، فجميع العوامل التواصلية مقصودة بحكم تعريفها، ومع ذلك، ليس من الضروري أن يمتلك جميع الوكلاء القصديين قدرات تواصلية.

### الوكالة الملاحية
يعتمد فهم الوكالة الملاحية على افتراض أن نظرية ليزلي حول الوكالة تنطوي على نوعين مختلفين من الحساسية البعيدة، الحساسية البعيدة في المكان والحساسية البعيدة في الوقت. في حين أن الوكلاء النفعيين الموجهين نحو تحقيق الأهداف يحتاجون إلى كلا هاتين القدرتين لتمثيل حالة الهدف في المستقبل وتحقيقها بطريقة عقلانية وفعالة، من المفترض أن يكون لدى وكلاء الملاحة قدرات إدراكية فقط، وهي حساسية بعيدة في المكان لتجنب الاصطدام مع الكائنات في بيئاتها. أظهرت دراسة على قدرة الكلاب والرضع على التعرف على الوكالة عند جسم غير مألوف، أن الكلاب -بخلاف الرضع- يفتقرون إلى القدرة على التعرف على الوكلاء النفعيين، ومع ذلك يمكنهم تحديد الوكالة الملاحية.

## التعرف على الوكالة عند الحيوانات
قد تكون القدرة على تمثيل كفاءة الإجراءات الموجهة نحو الهدف عند وكيل نفعي آلية معرفية تطورية أساسية يمكن إيجادها عند الرئيسيات أيضًا. قدمت الأبحاث السابقة دليلًا على هذا الافتراض وأظهرت أن الحساسية تؤثر على توقعات السعادين قطنية الرأس وقرود مكاك الريزوس والشمبانزي. القرود قادرة على الوصول إلى استنتاجات حول هدف وجود وكيل نفعي من خلال أخذ القيود البيئية التي يمكن أن توجه أفعال الوكلاء بعين الاعتبار. علاوة على ذلك، يبدو أن أنواعًا غير بشرية مثل الكلاب يمكن أن تتعرف على التفاعلية الطارئة باعتبارها مجردة من دلائل الوكالة، وتستجيب للوكيل الطارئ بشكل مختلف كثيرًا عن الأجسام غير الحية.